# Aflak, Sarıçam
Aflak là một xã thuộc huyện Sarıçam, tỉnh Adana, Thổ Nhĩ Kỳ. Dân số thời điểm năm 2009 là 116 người.